# Diskagma buttonii
Diskagma buttonii — вид сумнівних скам'янілостей з палеопротерозою (2,2 млрд років тому) Південної Африки, який має важливе значення як один з найдавніших ймовірних еукаріотів і один з найперших доказів мегаскопічного життя на суші.

## Назва
Diskagma buttonii перекладається з латині як «дископодібні фрагменти Енді Баттона».

## Описання та дослідження
Рештки живої істоти завбільшки з головку шпильки (~0,5 мм) описав професор Орегонського університету Грегорі Реталлак. 2,2 млрд років тому організм, що нагадує деякі сучасні гриби — Diskagma buttonii жив у тій частині Південної Африки, яка тоді була суходолом. Його чашоподібні скам'янілості були знайдені в викопному ґрунті разом із залишками дивних ниток, зібраних в невеликі пучки.
Ця форма життя не може бути віднесена ні до рослин, ні до тварин, поєднуючи у своїй будові деякі характерні риси обох цих царств. Тривимірна реконструкція форми тіла діскагми показала урноподібний об'єкт із трубчастою основою й чашоподібним заглибленням на кінці. Найбільше він схожий на Geosiphon — сучасний ґрунтовий гриб, що має аналогічну будову. Порожнину «чаші» Geosiphon зазвичай заповнюють симбіотичні ціанобактерії[сторінка?].
На час відкриття Diskagma buttonii вважали найдавнішим серед відомих організмів, клітини якого мали складні структури на зразок ядра, відокремленого від решти простору мембраною. Ймовірно, саме діскагма та її родичі несуть деяку відповідальність за кисневу революцію[джерело?], що розпочалася в ранньому протерозої, 2,4 млрд років тому. Тоді в земній атмосфері з'явився в помітній кількості вільний кисень, і атмосфера змінила свої властивості з відновних на окисні. За деякими даними, приблизно п'ятивідсотковий рівень вмісту в ранньопротерозойскій атмосфері кисню[відсутнє в джерелі] пояснюється активною діяльністю ціанобактерій, що виділяли цей газ як продукт фотосинтезу.